# Academia Chilena de la Lengua
La Academia Chilena de la Lengua es una de las veintitrés academias correspondientes de la Real Academia Española.  Forma parte de la Asociación de Academias de la Lengua Española (ASALE) y del Instituto de Chile.

## Fundación y finalidad
Fue establecida en Santiago el 5 de junio de 1885, inicialmente con 18 miembros de número nombrados por la Real Academia Española (RAE), con la finalidad de:
1. Velar por la pureza y el esplendor de la lengua española;
2. Contribuir a los trabajos de la Real Academia Española y de la Asociación de Academias de la Lengua Española;
3. Colaborar con otras instituciones en materias relacionadas con el idioma y con su literatura, especialmente la chilena.[1]

En la actualidad, sus miembros se eligen por cooptación. La institución cuenta con 36 miembros de número, un número variable de miembros correspondientes en distintas regiones de Chile y en el extranjero, y cuatro miembros honorarios.

## Premios
Otorga anualmente cinco premios:[cita requerida]
- Premio Academia, al autor de la mejor obra literaria publicada en Chile.
- Premio Alejandro Silva de la Fuente, al periodista que se ha destacado por su buen uso de la lengua en su labor.
- Premio Alonso de Ercilla, a la persona o institución que ha contribuido al conocimiento y difusión de la literatura chilena.
- Premio Doctor Rodolfo Oroz, a los autores de estudios científicos sobre el idioma.
- Premio Oreste Plath, a la persona o institución que se haya destacado por la promoción y difusión del arte popular chileno.

## Publicaciones
La Academia edita las siguientes publicaciones periódicas:[cita requerida]
- Boletín de la Academia de la Lengua, desde 1915 (72 números casi anuales).
- Cuadernos del Centenario, desde 1985, serie que reúne homenajes a miembros fallecidos y trabajos especializados.
- Notas Idiomáticas, desde 1996, boletín trimestral en cooperación de la Organización de las Naciones Unidas para la Educación, la Ciencia y la Cultura (Unesco) en Chile.

Ha publicado diccionarios, entre los que se cuenta:[cita requerida]
- 1976. Diccionario del habla chilena.
- 2010. Diccionario de uso del español de Chile, MN editorial.

Otras obras:[cita requerida]
- 2013. Lo pienso bien y lo digo mal. Notas idiomáticas para el correcto uso del idioma, Catalonia.
- 2020. Sexo, género y gramática. Ideas sobre el lenguaje inclusivo, Catalonia.
- 2020. Al cateo 'e la laucha. Refranes y dichos en Chile, obra financiada por el Ministerio de las Culturas, las Artes y el Patrimonio.

## Directores
Desde su fundación, la Academia ha contado con los siguientes directores:
1. José Victorino Lastarria (1885-1888)
2. Monseñor Crescente Errázuriz Valdivieso (1914-1931)
3. Miguel Luis Amunátegui Reyes (1931-1949)
4. Alejandro Silva de la Fuente (1949-1952)
5. Ricardo Dávila Silva (1952-1959)
6. Rodolfo Oroz Scheibe (1959-1980)
7. Alejandro Garretón Silva (1980)
8. Roque Esteban Scarpa (1980-1995)
9. Alfredo Matus Olivier (1995-2018)
10. Adriana Valdés Budge (2018-2021)